# Tan Twan Eng
Tan Twan Eng (in cinese: 陳團英S) (Penang, 1972) è uno scrittore malese.

## Biografia
Nato a Penang nel 1972 e cresciuto in Malaysia, ha studiato legge all'Università di Città del Capo.
Dopo aver lavorato come avvocato e procuratore legale in uno studio legale di Kuala Lumpur, nel 2007 ha esordito nella narrativa con il romanzo Il dono della pioggia narrante le vicissitudini di un giovane a Penang durante l'occupazione giapponese della Malesia.
Cinque anni dopo ha dato alle stampe il secondo romanzo, Il giardino delle nebbie notturne, insignito del Man Asian Literary Prize e del Walter Scott Prize e adattato in pellicola cinematografica nel 2019.
Nel 2023 ha pubblicato il terzo romanzo, La casa delle mille porte.

## Opere

### Romanzi
- Il dono della pioggia (The Gift of Rain, 2007), Roma, Newton Compton, 2008 traduzione di Chiara Vatteroni ISBN 978-88-541-1055-7.
- Il giardino delle nebbie notturne (The Garden of Evening Mists, 2012), Roma, Elliot, 2013 traduzione di Manuela Francescon ISBN 978-88-6192-330-0.
- La casa delle mille porte (The house of doors), Vicenza, Neri Pozza, 2023 traduzione di Daria Restani ISBN 978-88-545-2746-1.

## Adattamenti cinematografici
- The Garden of Evening Mists, regia di Tom Lin Shu-yu (2019)

## Premi e riconoscimenti
Booker Prize
- 2007 nella longlist con Il dono della pioggia, 2012 nella shortlist con Il giardino delle nebbie notturne, 2023 nella longlist con La casa delle mille porte[7]

Man Asian Literary Prize
- 2012 vincitore con Il giardino delle nebbie notturne[8]

Walter Scott Prize
- 2013 vincitore con Il giardino delle nebbie notturne[9]

International IMPAC Dublin Literary Award
- 2014 finalista con Il giardino delle nebbie notturne[10]